# Saverio Mercadante
Giuseppe Saverio Raffaele Mercadante, né le 17 septembre 1795 à Altamura dans la province de Bari, dans la région des Pouilles et mort le 17 décembre 1870 à Naples, est un compositeur italien.

## Biographie
Né près de Bari, dans les Pouilles, Mercadante est l'enfant illégitime d'un veuf et de sa gouvernante. Il entre en 1808 au Conservatoire de Naples grâce à un faux certificat de baptême daté de 1797 et étudie sous la direction de Giovanni Furno et Giacomo Tritto, puis de Niccolò Zingarelli.
Chargé d'un orchestre d'étudiants, il compose de nombreuses œuvres instrumentales pour cette formation, suscitant l'enthousiasme de Rossini, qui avait assisté à l'un de ses concerts. Après avoir donné trois ballets au Teatro San Carlo de Naples, il y crée en 1819 son premier opéra, L'apoteosi d'Ercole, qui bénéficie d'une distribution prestigieuse réunissant Colbran, Pisaroni, David et Nozzari, et il connaît un grand succès avec sa deuxième œuvre, Violenza e Constanza (1820).
Quatre autres opéras suivent, créés à Naples mais aussi à Rome et à Bologne (Maria Stuarda, 1821), avant un triomphe à la Scala de Milan avec Elisa e Claudio (1821). La production de cette œuvre à Vienne lui vaut d'être convié à donner trois opéras au Kärntnertortheater, parmi lesquels Doralice (1824) qu'admirait Hegel. Parallèlement, il donne de nombreux opéras aux théâtres italiens, comme Amleto (it) à la Scala de Milan en 1822 ou Caritea, regina di Spagna à la Fenice de Venise en 1826.
La testa di bronzo, donné à Lisbonne en 1827 lui vaut une invitation à séjourner dans la péninsule Ibérique où il donne Gabriella di Vergy à Lisbonne l'année suivante et Francesca da Rimini aurait dû être donné à Madrid en 1831 mais le projet échoue. Quand il revient en Italie, il doit affronter la concurrence de Bellini et de Donizetti, du second en particulier qui, triomphant à Naples, l'écarte du San Carlo après Zaira en 1831. En 1833, il obtient un poste de maître de chapelle de la cathédrale de Novare, en Piémont, où il réside jusqu'en 1840.

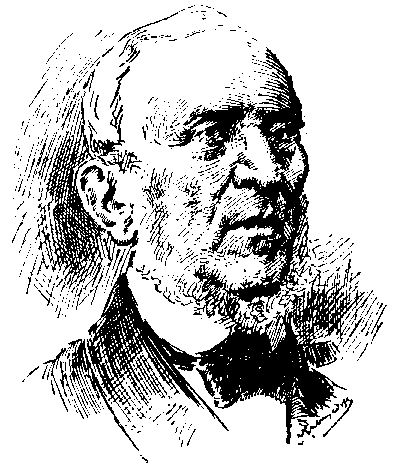
Saverio Mercadante.

Il continue à composer des opéras et remporte un succès à Turin avec I normanni a Parigi (1832), suivi dans la même ville par Francesca Donato (1835) et donne successivement six opéras à la Scala parmi lesquels Ismalia (1832), Il conte d'Essex (1833) et La gioventù d'Enrico V (1834), sans oublier Venise où il donna Emma d'Antiochia (1834).
À l'invitation de Rossini, il se rendit à Paris et donna I briganti au Théâtre italien (1836), qui fut un échec malgré une distribution réunissant Grisi, Rubini, Tamburini et Lablache. Durant son séjour à Paris, il se familiarisa avec le grand opéra à la française, assistant notamment à des représentations de La Juive d'Halévy et d'ouvrages de Meyerbeer, qui l'amenèrent à infléchir son propre style pour tendre à davantage d'intensité dramatique.
De retour en Italie, il triompha à la Scala avec Il giuramento (Le Serment) en 1837, l'un de ses opéras les plus connus. En 1838, il fut préféré à Donizetti pour diriger le conservatoire de Naples, poste qu'il occupa effectivement à partir de 1840. Cet événement précipita le départ de Donizetti pour Paris. À ce moment, Bellini était mort depuis trois ans, et Mercadante régna alors en maître incontesté sur l'opéra italien. Dans La Chartreuse de Parme (1839) Stendhal parle d'un homme "chantant un air délicieux de Mercadante, alors à la mode en Lombardie" (chapitre IX).
Invité à nouveau au San Carlo (Elena da Feltre, 1839), il obtint la même année son plus grand succès avec Il bravo à la Scala. Mais, il subissait la concurrence de Giovanni Pacini (Saffò, 1840) ; surtout, s'allumait déjà l'étoile montante de Giuseppe Verdi (son Nabucco est de 1842) qui ne devait pas tarder à éclipser celle de Mercadante. Certains des opéras qu'il donna encore eurent du succès (Orazi e Curiazi, 1846) mais la plupart peinaient à susciter l'enthousiasme de jadis, tandis que ses ouvrages plus anciens tombaient progressivement dans l'oubli.
Quand il eut atteint la soixantaine, sa vue commença à baisser fortement et il devint à peu près complètement aveugle à partir de 1863. Il ne mourut qu'à la fin de 1870, entouré du respect général mais considéré comme appartenant à un monde révolu. En dépit de quelques productions occasionnelles, la plupart de ses opéras quittèrent alors le répertoire.

## Œuvres

### Opéras
- 1817 :
  - Climene, dramma per musica en 2 actes, non représenté (travail d'étudiant)
- 1819 :
  - L'apoteosi d'Ercole, dramma per musica en 2 actes, livret de Giovanni Schmidt, Naples, Teatro San Carlo, 19 août
- 1820 :
  - Violenza e costanza, ossia I falsi monetari, dramma per musica en 2 actes, livret d'Andrea Leone Tottola, Naples, Teatro Nuovo, 19 janvier ; nouvelle production sous le titre : Il castello dei spiriti, Lisbonne, Theatro do Barao de Quintella nas Larangeiras, 14 mars
  - Anacreonte in Samo, dramma per musica en 2 actes, livret de Giovanni Schmidt d'après Anacréon chez Polycrate de Jean-Henri Guy, Naples, Teatro San Carlo, 30 juin
  - Il geloso ravveduto, melodramma buffo en 2 actes, livret de Bartolomeo Signori, Rome, Teatro Valle, octobre
  - Scipione in Cartagine, melodramma serio en 2 actes, livret de Giacomo Ferretti, Rome, Teatro Argentina, 26 décembre ; nouvelle version sous le titre Gli Sciti, Naples, Teatro San Carlo, 18 mars 1823
- 1821 :
  - Maria Stuarda regina di Scozia, dramma serio en 2 actes, Bologne, Teatro Comunale, 29 mai
  - Elisa e Claudio, ossia L'amore protetto dall'amicizia, melodramma semiserio en 2 actes, livret de Luigi Romanelli d'après Rosella de F. Casari, Milan, Teatro alla Scala, 30 octobre
  - Andronico, melodramma tragico en 2 actes, livret de Dalmindo Tindario (Giovanni Kreglianovich) d'après Dom Carlos de Saint-Réal et Andronic de Campistron, Venise, Fenice, 26 décembre ; remanié l'année suivante comme : Alfonso ed Elisa (1822)
- 1822 :
  - Il posto abbandonato, ossia Adele ed Emerico (it), melodramma semiserio en 2 actes, livret de Felice Romani, Milan, Teatro alla Scala, 21 septembre
  - Amleto (it), melodramma tragico en 2 actes, livret de Felice Romani d'après Hamlet de William Shakespeare, Milan, Teatro alla Scala, 26 décembre
  - Alfonso ed Elisa, librettiste inconnu d'après Fillipo de Vittorio Alfieri (refonte d’Andronico), Mantoue, Teatro Nuovo, 26 décembre ; nouvelle version révisée sous le titre : Aminta ed Argira, Reggio Emilia, Teatro Comunale, 23 avril 1823
- 1823 :
  - Didone abbandonata, dramma per musica en 2 actes, livret de Andrea Leone Tottola adapté de celui de Pietro Metastasio pour Porpora, Turin, Teatro Regio, 18 janvier ; nouvelle version revue (avec dénouement heureux) : Milan, Teatro alla Scala, 31 juillet 1825; troisième version à Naples (?)
  - Gli Sciti, dramma per musica en 2 actes, livret d'Andrea Leone Tottola d'après Les Scythes de Voltaire (refonte de Scipione in Cartagine), Naples, Teatro San Carlo, 18 mars
  - Costanzo ed Almeriska, dramma per musica en 2 actes, livret d'Andrea Leone Tottola, Naples, Teatro San Carlo, 22 septembre (ou 22 novembre ?)
- 1824 :
  - Gli amici di Siracusa, melodramma eroico en 2 actes, livret de Giacomo Ferretti d'après Plutarque, Rome, Teatro Argentina, 7 février
  - Doralice, melodramma en 2 actes, librettiste inconnu, Vienne, Kärntnertortheater, 18 septembre
  - Le nozze di Telemaco ed Antiope, action lyrique en 7 scènes, livret de Calisto Bassi, Vienne, Kärntnertortheater, 5 novembre (pastiche de divers compositeurs)
  - Il podestà di Burgos, melodramma giocoso en 2 actes, livret de Calisto Bassi, Vienne, Kärntnertortheater, 20 novembre ; nouvelle version sous le titre : Il signore del villaggio, livret d'Andrea Leone Tottola, Naples, Teatro del Fondo, 28 mai 1825 ; troisième version sous le titre : Eduardo ed Angelica, Naples, Teatro del Fondo, 1828
  - Nitocri, dramma per musica en 2 actes, récitatifs d'Apostolo Zeno, passages chantés du comte Lodovico Piossasco, Turin, Teatro Regio, 26 décembre ; nouvelle version : Milan, Teatro alla Canobiana, 2 octobre 1830
- 1825 :
  - Les Noces de Gamache, opéra bouffon en 3 actes, livret de J.-H. Dupin et T. Sauvage d'après Cervantes, musique « arrangée pour la scène française par M. Guénée » à partir de L'apoteosi d'Ercole et Elisa e Claudio, Paris, Théâtre de l'Odéon, 9 mai (pastiche)
  - Erode, ossia Marianna, dramma tragico en 2 actes, livret de Luigi Ricciutti d'après Marianne de Voltaire, Venise, Fenice, 12 décembre (ou 27 décembre ?)
  - Ipermestra (I), dramma tragico en 2 actes, livret de Luigi Ricciutti d'après Eschyle[4], Naples, Teatro San Carlo, 29 décembre
- 1826 :
  - Caritea, regina di Spagna, ossia La morte di Don Alfonso re di Portogallo (autre titre : Donna Caritea), melodramma serio en 2 actes, livret de Paolo Pola, Venise, Fenice, 21 février
- 1827 :
  - Ezio, livret du comte Lodovico Piossasco d'après Pietro Metastasio, Turin, Teatro Regio, 3 février
  - Il montanaro, melodramma comico en 2 actes, livret de Felice Romani d'après Auguste Henri Jules Lafontaine, Milan, Teatro alla Scala, 16 avril
  - La testa di bronzo, ossia La capanna solitaria, melodramma heroi-comico en 2 actes, livret de Felice Romani[5], Lisbonne, théâtre privé du baron di Quintella at Laranjeiras, 3 décembre
- 1828 :
  - Adriano in Siria, drama heroico en 2 actes, librettiste inconnu d'après Pietro Metastasio, Lisbonne, Teatro Nacional de São Carlos, 24 février
  - Gabriella di Vergy, drama tragico en 2 actes, livret d'Andrea Leone Tottola d'après Gabrielle de Vergy (1777) de Dormont de Belloy, Lisbonne, Teatro Nacional de São Carlos, 8 août ; version révisée : Gênes, Teatro Carlo Felice, 16 juin 1832
  - Ipermestra (II), drama heroico en 2 actes, librettiste inconnu d'après Pietro Metastasio, Lisbonne, Teatro Nacional de São Carlos, 29 septembre ; nouvelle version : Gênes, Teatro Carlo Felice, 26 décembre 1832
- 1829 :
  - La rappresaglia, melodramma buffo en 2 actes, livret de Felice Romani, Cadix, Teatro Principal, 21 février ; version avec variantes : Madrid, Teatro della Cruz, 1830
- 1830 :
  - Don Chisciotte alle nozze di Gamaccio, melodramma jocoso en un acte, livret de Steffano Ferrero d'après Cervantes, Cadix, Teatro Principal, 10 février
  - Francesca da Rimini, melodramma en 2 actes, livret de Felice Romani, 1830, création mondiale en 2016.
- 1831 :
  - Zaira, melodramma tragico en 2 actes, librettiste inconnu d'après Felice Romani, Naples, Teatro San Carlo, 31 août
- 1832 :
  - I normanni a Parigi, tragedia lirica en 2 actes, livret de Felice Romani, Turin, Teatro Regio, 7 février
  - Ismalia, ossia Amore e morte, melodramma en 3 actes, livret de Felice Romani d'après Ismalie, ou la Mort et l'amour (1828) de Prévost d'Arlincourt, Milan, Teatro alla Scala, 27 octobre
- 1833 :
  - Il conte di Essex, melodramma en 3 actes, livret de Felice Romani, Milan, Teatro alla Scala, 10 mars
- 1834 :
  - Emma d'Antiochia, tragedia lirica en 3 actes, livret de Felice Romani, Venise, Fenice, 8 mars
  - Uggero il danese, melodramma en 4 actes, livret de Felice Romani, Bergame, Teatro Riccardi, 11 août
  - La gioventù di Enrico V, melodramma en 4 actes, livret de Felice Romani d'après William Shakespeare, Milan, Teatro alla Scala, 25 novembre
- 1835 :
  - I due Figaro, melodramma buffo en 2 actes, livret de Felice Romani d'après Les Deux Figaro, ou le Sujet de comédie (1794) d'Honoré François Richaud de Martelly ; reprise : Madrid, Teatro Principe, 26 janvier (composé en 1827-1829)
  - Francesca Donato, ossia Corinto distrutta, melodramma en 3 actes, livret de Felice Romani d'après Lord Byron, Turin, Teatro Regio, 14 février ; version révisée : Naples, Teatro S. Carlo, 1845
- 1836 :
  - I briganti, melodramma serio en 3 actes, livret de Jacopo Crescini d'après Die Räuber de Schiller, Paris, Théâtre-Italien, 22 mars ; nouvelle version : Milan, Teatro alla Scala, 6 novembre 1837 ; révision avec compléments : 1853
- 1837 :
  - Il giuramento, melodramma en 3 actes, livret de Gaetano Rossi d'après Angelo, tyran de Padoue de Victor Hugo, Milan, Teatro alla Scala, 11 mars ; reprise sous le titre Amore e dovere : Rome, 1839
- 1838 :
  - Le due illustri rivali, melodramma en 3 actes, livret de Gaetano Rossi, Venise, La Fenice, 10 mars ; version amendée en 1839
- 1839 :
  - Elena da Feltre, dramma tragico en 3 actes, livret de Salvatore Cammarano, Naples, Teatro San Carlo, 1er janvier (composé en 1837)
  - Il bravo ossia La veneziana, melodramma en 3 actes, livret de Gaetano Rossi et Marco Marcello d'après Le Bravo (1831) de James Fenimore Cooper et La Vénitienne d'Auguste Anicet-Bourgeois, Milan, Teatro alla Scala, 9 mars
- 1840 :
  - La vestale, tragedia lirica en 3 actes, livret de Salvatore Cammarano, Naples, Teatro San Carlo, 10 mars ; reprise sous le titre Emilia : Rome, 1842 ; comme San Camillo, azione sacra : Rome, 1851
  - La solitaria delle Asturie, ossia la Spagna ricuperata, melodramma en 5 actes, Venise, La Fenice, 12 mars
- 1842 :
  - Il proscritto, melodramma tragico en 3 actes, livret de Salvadore Cammarano d'après Frédéric Soulié, Naples, Teatro San Carlo, 4 janvier
- 1843 :
  - Il reggente, tragedia lirica en 3 actes, livret de Salvadore Cammarano d'après Gustave III d'Eugène Scribe, Turin, Teatro Regio, 2 février ; version révisée avec compléments : Trieste, Teatro Grande, 11 novembre
- 1844 :
  - Leonora, melodramma en 4 actes, livret de Marco d'Arienzo d'après Leonore de G. A. Bürger, Naples, Teatro Nuovo, 5 décembre ; sous le titre Il cacciatore delle Alpi : Ferrare, 1859
- 1845 :
  - Il Vascello de Gama, melodramma romantico en un prologue et 3 actes, livret de Salvadore Cammarano d'après Le Naufrage de la Méduse (1839) de Louis François Charles Desnoyer, Naples, Teatro San Carlo, 6 mars
- 1846 :
  - Orazi e Curiazi, tragedia lirica en 3 actes, livret de Salvadore Cammarano d'après Horace de Pierre Corneille, Naples, Teatro San Carlo, 10 novembre
- 1848 :
  - La schiava saracena, ovvero Il campo di Gerosolima, melodramma tragico en 4 actes, livret de Francesco Maria Piave, Milan, Teatro alla Scala, 26 décembre ; version révisée : Naples, Teatro San Carlo, 1850
- 1851 :
  - Medea, tragedia lirica, livret de Salvatore Cammarano, Naples, Teatro San Carlo, 1er mars
- 1853 :
  - Statira, tragedia lirica en 3 actes, livret de Domenico Bolognese d'après Olympie de Voltaire, Naples, Teatro San Carlo, 8 janvier
  - Violetta, melodramma en 4 actes, livret de Marco d'Arienzo, Naples, Teatro Nuovo, 10 janvier (composé en 1851-1852)
- 1857 :
  - Pelagio, tragedia lirica en 4 actes, livret de Marco d'Arienzo, Naples, Teatro San Carlo, 12 février
- 1866 :
  - Virginia, tragedia lirica en 3 actes, livret de Salvatore Cammarano d'après Vittorio Alfieri, Naples, Teatro San Carlo, 7 avril (composé en 1849-1850, interdit par la censure)
- 1869-1870 :
  - L'orfano di Brono, ossia Caterina dei Medici, melodramma en 4 actes, livret de Salvatore Cammarano [1er acte seulement]

### Musique instrumentale
- Concertos pour flûte :
  - en ré majeur
  - en mi mineur
  - en mi majeur
- Concertos pour clarinette :
  - Concerto pour clarinette no 1 en mi bémol majeur, Op.76
  - Concerto pour clarinette en si bémol majeur, Op.101 (ca. 1819)

## Discographie

### Œuvres orchestrales
- Klarinettenkonzerte & Concertante par Dieter Klöcker et Giuseppe Porgo (clarinettes) et le Prager Kammerorchester, dir. Milan Lajčik (label Orfeo C 114 041 A, 2004)

### Opéras
- Il Giuramento, avec Rolando Panéral, Aldo Bertocci, Miriam Pirazzini, Amedeo Berdini, orchestre de Milan de la RAI sous la direction de Alfredo Simonetto, CD album. 2 volumes Paru le 3 décembre 2007, remasterisé, enregistrement de 1952.
- Il Giuramento, avec Patricia Wells, Michele Molese, Beverly Wolff, Gianluigi Colmagro, Gabriella Novielli , Saverio Porzano Chorus and orchestra of the Juilliard American Opera Center Teatro Nuovo Gian Carlo Menotti Spoletto sous la direction de Thomas Schippers- 29 giugno 1970- Myto records.
- Le Due Illustri Rivali, avec Claudia Parada, Vasso Papantoniu, George Pappas, Amedeo Zambon, Antonio Livieri, Alessandro Maddalena, Silvana Mazzieri, chœur et orchestre de La Fenice Venezia sous la direction de Ettore Gracis, Edition La Fenice Venezia - 1970.
- Elisa e Claudio, avec Virginia Zeani (Elisa) - Agostino Lazzari (Claudio) - Domenico Trimarchi (Marchese) - Giovanna Fioroni (Carlotta) - Ugo Trama (comte Antonio) - Maria Luisa Carboni (Silvia) - Guido Malfatti (Luca), orchestre de l'opéra San Carlo de Naples sous la direction de Ugo Rapalo, The Golden Age of Opera EJS - Enregistrement de 1971.
- Il Giuramento, avec Placido Domingo (Viscardo), Mara Zampieri (Elaisa), Agnes Baltsa (Bianca), Robert Kerns (Manfredo), Chœur de l’Opéra de Vienne, Wiener Philharmoniker sous la direction de Gerd Albrecht - Label Orfeo, enregistré en 1979, remasterisé en 2007.
- Elena da feltre, avec Catani, Cesare; Colonna, Monica; Matl, Lubomir; Muzzi, Lorenzo; Petroni, Luigi; Rinaldi-Miliani, Stefano; Rossi, Elena; Ulivieri, Nicola, orchestre du festival de Wexford sous la direction de Maurizio Benini, Editions Marco Polo, 1990/1998.
- Il Giuramento, avec Giovanna De Liso, Giuseppe Morino, Martine Olmeda, Marc Barrard, Elizabeth Procuranoff, Pascal Aubert, Orchestre Philharmonique Des Pays De La Loire*, Chœur de l'Opéra de Nantes sous la direction de Giuliano Carella - 2 CD Nuova Era - 1994.
- Caritea, regina di Spagna, orchestra Internazionale de Italian, Chœurs Da Camera Brastislava sous la direction de Giuliano Carella - Coffret de 3 CDs CD album, Nueva Era - 3 volumes Paru le 14 juin 1996.
- Emma d'Antiochia, avec Nelly Miricioiu, Bruce Ford, Roberto Servile, Maria Constanza Nocentini, London Philharmonic Orchestra sous la direction de David Parry - (CD album). 3 volumes, Opera Rara, Paru le 27 août 2004.
- Zaira, avec Majella Cullagh, Alastair Miles, Bruce Ford - Philharmonia Orchestra sous la direction de David Parry - CD album Paru le 21 avril 2003.
- Maria Stuarda, regina di Scozia, Antonello Allemandi (Chef d'orchestre) avec Judith Howarth, Jennifer Larmore, Manuella Custer, Colin Lee - Philharmonica Orchestra - CD album opera rara - Paru le 5 avril 2007. Premier enregistrement mondial.
- Virginia - Susan Patterson, Stefano Antonucci, Paul Charles Clarke, Charles Castronovo, Andrew Foster-Williams, Katherine Manley, Mark Le Brocq, London Philharmonic Orchestra sous la direction de Maurizio Benini – Opera rara -2009
- I Normanni a Parigi, avec Barry Banks, Riccardo Novarro, Katharina Karnilis, Philharmonia Orchestra sous la direction de Stratford Howarth - CD album Paru le 25 novembre 2010.
- I due Figaro, avec Antonio Poli, Asude Karayavuz, Rosa Feola, Annalisa Stroppa, Mario Cassi, Eleonora Buratto, Anicio Zorzi Giustiniani et le Philharmonia Chor Wien, l'Orchestra Giovanile Luigi Cherubini sous la direction de Riccardo Muti. Enregistré au Teatro Alighieri de Ravenne, les 24 et 26 juin 2011 - 3 CD Ducale DUC 045-47[6]
- Don Chisciotte alle nozze di Gamaccio, Ugo Guagliardo, Domenico Colaianni, Laura Catrani, Ricardo Mirabelli, orchestre sous la direction de Antonino Fogliani - Naxos 2012.
- I Briganti, avec Maxime Mironov, Vittorio Prato, Petya Ivanova, Bruno Pratico, orchestre sous la direction de Antonino Fogiliani CD album. 2 volumes, Naxos - Paru le 3 juillet 2014.
- Francesca da Rimini, Première Mondiale au Festival della Valle d'Itria, 2016, sous la direction musicale de Fabio Luisi, dans une mise en scène de Pier Luigi Pizzi, 2 DVD Dynamic 37753 -109’24 + 90’29 - Parution en 2017.
- Didone abbandonata, Viktorija Miškūnaitė (Didone), Katrin Wundsam (Enea), Carlo Vincenzo Allemano (Jarba), Pietro Di Bianco (Osmida), Diego Godoy (Araspe), Emilie Renard (Selene), Coro Maghini, Academia Montis Regalis, dir. Alessandro de Marchi. Mise en scène : Jürgen Flimm (Innsbrück, 2018) - DVD Naxos 2.110630. Notice en angl. et all. Distr. Outhere[7].

## Sources
- Piotr Kaminski, Mille et un opéras, Fayard, coll. « Les indispensables de la musique », 2003, 1819 p. (ISBN 978-2-213-60017-8, OCLC 417460276, BNF 39099667), p. 914–923.